# Epictia magnamaculata
Espèce
Statut de conservation UICN

 LC  : Préoccupation mineure
Synonymes
- Leptotyphlops magnamaculatus Taylor, 1940

Epictia magnamaculata est une espèce de serpents de la famille des Leptotyphlopidae.

## Description
L'holotype de Epictia magnamaculata mesure 167 mm dont 10,4 mm pour la queue. Cette espèce présente une teinte générale brun foncé. Sa tête est marquée d'une grande tache crème partant de la pointe du museau.

## Répartition
Cette espèce est endémique du Honduras. Elle se rencontre sur l'île d'Útila dans le département des Islas de la Bahía.

## Étymologie
Son nom d'espèce, du latin magma, « lie, résidu de parfum », et maculata, « tacheté  », lui a probablement été donné en référence à la tache ornant sa tête.

## Publication originale
- Taylor, 1940 "1939" : Herpetological Miscellany No I. The University of Kansas science bulletin, vol. 26, n. 15, p. 489-571 (texte intégral).